# McSkyz
McSkyz, pseudonyme de Joris Lavarenne, est un auteur, youtubeur et podcasteur français spécialisé dans le true crime, né le 18 décembre 1997 à Chauny (Aisne),.

## Biographie

### Débuts
Joris Lavarenne entreprend des études en criminologie et de droit après son baccalauréat.
Pendant son temps libre, il pratique l'Urbex (Exploration de lieux abandonnés) avec des amis. Il filme ses aventures à travers la France et rapidement, sous le pseudonyme de McSkyz, il devient un des urbexeurs français les plus vus sur YouTube. Sa chaîne gagne « entre 20 000 et 30 000 abonnés par mois pour environ 2 à 4 millions de vues ». 

### ÉmissionHistoire vraie et flippante
Il se tourne ensuite vers les histoires criminelles et lance en 2018 son émission « HVF » (pour « Histoire vraie et flippante ») sur YouTube. Il devient l'un des pionniers du genre en France et popularise le true crime sur Internet en sortant chaque vendredi à 18 heures une nouvelle affaire. Ses « HVF » qui traitent d'affaires connues, anciennes ou encore non-résolues, comptent des millions de vues. 

### Auteur de livres à succès
Contacté par les éditions Hachette pour des projets de livres, il inaugure en 2022 la série Tremblez ! Les deux premiers tomes s'écoulent à près de 100 000 exemplaires selon GfK en deux ans. Les éditions Dark Side développées au sein d’Hachette Pratique deviennent un label de true crime. 

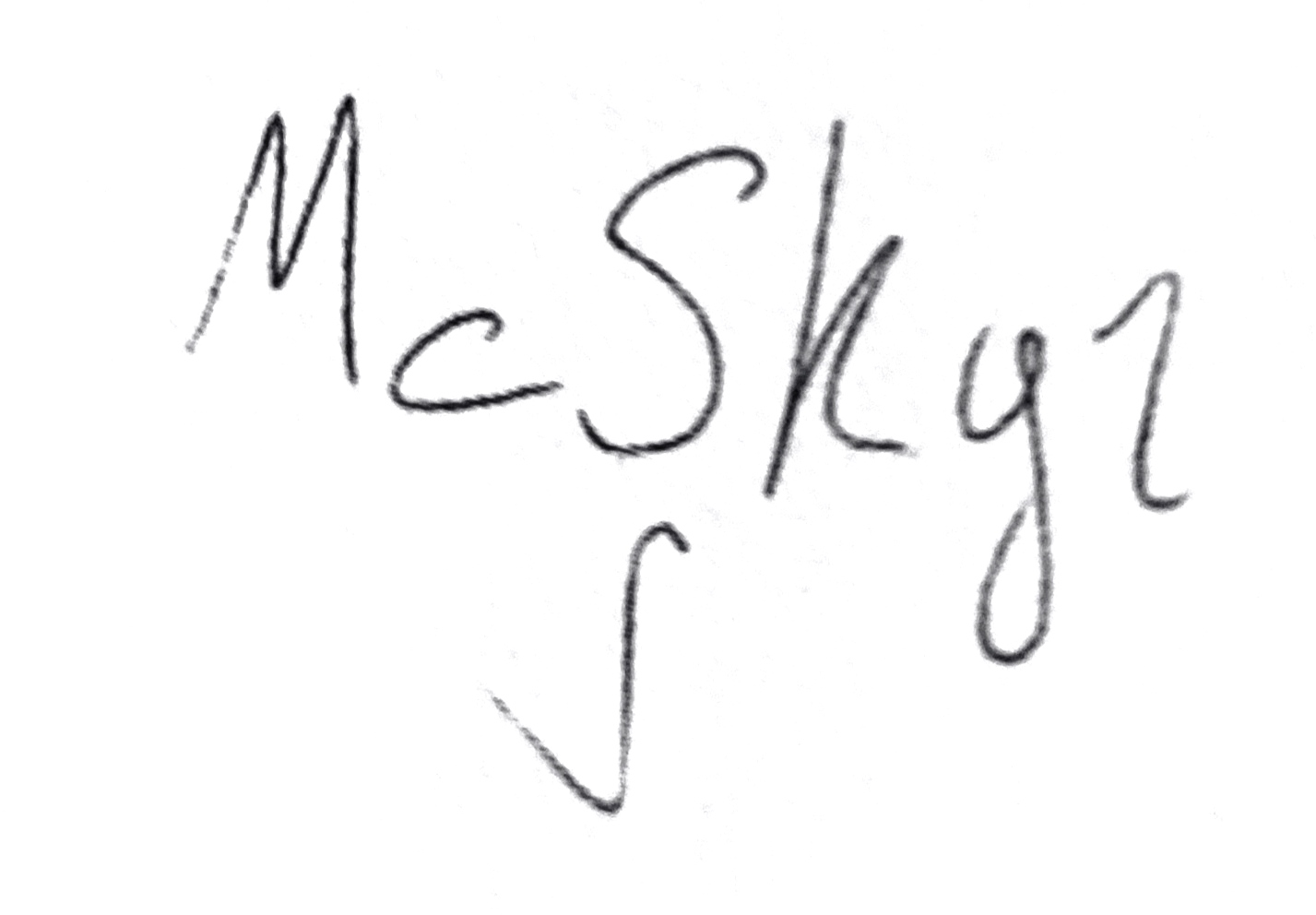
Signature autographe de McSkyz
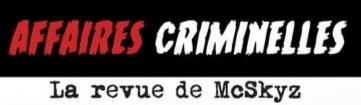
Logotype de la revue Affaires criminelles

Fin 2024, McSkyz lance avec Stéphane Simon, Stéphane Germain et une équipe de journalistes Affaires Criminelles, un magazine de faits divers à la publication trimestrielle. La revue est vendue chez les marchands de presse et en librairie. Elle obtient le Trophée Magazines 2025 des Maisons de la Presse dans la catégorie "Vote des lecteurs". Selon GfK, la revue s'écoule à 30 000 exemplaires par numéros, en plus des 10 000 abonnés qui ont participé au lancement.
En 2025, il sort une bande dessinée consacrée à Ivan Milat, surnommé le "Backpacker Killer", un serial killer ayant sévi en Australie entre 1992 et 1997.

## Œuvre

### Recueils d'histoires vraies
- Tremblez ! : 10 histoires criminelles vraies et flippantes / McSkyz ; ill. Cami (Cindy Garcias). Vanves : Hachette Pratique, 06/2022, 239 p.  (ISBN 978-2-01-710131-4). Rééd. Le Livre de Poche, coll. "Policiers & thrillers" n° 36936, 05/2023, 326 p.  (ISBN 978-2-253-24407-3)
- Tremblez encore ! : 10 nouvelles histoires criminelles vraies et flippantes / McSkyz, avec la collab. d'Emmanuelle Pavon-Dufaure ; ill. Cami (Cindy Garcias). Vanves : Dark Side, 05/2023, 266 p.  (ISBN 978-2-01-946694-7). Rééd. Le Livre de Poche, coll. "Policiers & thrillers" n° 37605, 05/2024, 301 p.  (ISBN 978-2-253-24962-7)
- Tremblez ! : crimes au Japon : 8 histoires criminelles vraies et flippantes au pays du soleil levant / McSkyz ; avec Bertrand Puard ; ill. Abigaël Giroud. Vanves : Dark Side, 06/2024, 253 p.  (ISBN 978-2-01-723460-9)
- Tremblez ! : crimes qui venaient du froid : 10 histoires criminelles vraies et flippantes du Nord de l'Europe / McSkyz. Vanves : Dark Side, 10/2025, 272 p.  (ISBN 978-2-01-730908-6)

### Bande dessinée
- Le Backpacker Killer / scénario Mina Zampano ; ill. Nicolas Ghisalberti. Vanves : Dark Side, coll. "McSkyz", 02/2025, 110 p.  (ISBN 978-2-01-723468-5)[10]

### Biographie
- Magdalena Solís, prêtresse du sang / McSkyz. Vanves : Dark Side, à paraître en janvier 2026.  (ISBN 978-2-01-723469-2)

### Magazines
- Affaires criminelles n° 1 « Disparitions inquiétantes », 01/2025, 144 p.  (ISBN 978-2-9593435-0-6)
- Affaires criminelles n° 2 « Les couples criminels unis pour tuer », 03/2025, 143 p.  (ISBN 978-2-9593435-1-3)
- Affaires criminelles n° 3 « Les femmes tueuses », 06/2025, 144 p.  (ISBN 978-2-9593435-2-0)
- Affaires criminelles n° 4, 09/2025, 144 p.  (ISBN 978-2-9593435-3-7)

### Livre jeux
- Enquêtes avec McSkyz : cahier de vacances pour adultes : spécial serial killer. Vanves : Dark Side, 05/2025.  (ISBN 978-2-01-732449-2)